# Jìyuántái qīhào
Jìyuántái qīhào è un film del 2019 scritto e diretto da Yonfan, primo film d'animazione del regista di Hong Kong.

## Trama
Nella Hong Kong del 1967, le vicende di un triangolo amoroso sviluppatosi tra uno studente universitario, un'esule taiwanese e la figlia di quest'ultima si intrecciano con le sommosse popolari antibritanniche.

## Distribuzione
Il film è stato presentato in anteprima il 2 settembre 2019 in concorso alla 76ª Mostra internazionale d'arte cinematografica di Venezia.

## Riconoscimenti
- 2019 - Mostra internazionale d'arte cinematografica[3]
  - Premio Osella per la migliore sceneggiatura a Yonfan
  - In competizione per il Leone d'oro al miglior film
- 2021 - Satellite Awards[4]
  - Candidatura per il miglior film d'animazione o a tecnica mista